# Comté de Green Lake
Le Comté de Green Lake est un comté situé dans l'État du Wisconsin aux États-Unis. Son siège est Green Lake. Selon le recensement de 2000, sa population était de 19 105 habitants.